# Varlaám
Varlaám (Varlaam) är en ort i Grekland.   Den ligger i prefekturen Nomós Ioannínon och regionen Epirus, i den centrala delen av landet, 290 km nordväst om huvudstaden Aten. Varlaám ligger 627 meter över havet och antalet invånare är 112.
Terrängen runt Varlaám är huvudsakligen kuperad, men österut är den bergig. Runt Varlaám är det glesbefolkat, med 20 invånare per kvadratkilometer. Närmaste större samhälle är Pappadátes, 14,5 km sydväst om Varlaám. Trakten runt Varlaám består till största delen av jordbruksmark.